# Réseau express régional bruxellois
Le Train S Bruxelles (en néerlandais : S-trein Brussel) ou Réseau S (suburbain) de Bruxelles (en néerlandais : S-netwerk van Brussel) est depuis 2015 le nom du réseau de trains suburbains (trains S) de la SNCB dans et autour la ville de Bruxelles, dans un rayon de 30 kilomètres. C'est le composant d'exploitation ferroviaire du projet RER de Bruxelles (en néerlandais : Gewestelijk Expresnet).

## Différence de sens entre le Réseau S et le RER de Bruxelles
Le RER de Bruxelles est le nom d'un concept de transport public multimodal qui comprend, en plus du train, l’offre de métro, tram et bus. Le RER est par exemple le nom sous lequel Infrabel améliore l'infrastructure ferroviaire sur ce réseau.
Le Train S ou le Réseau S, quant à lui, est depuis 2015 le nom de l'exploitation ferroviaire du RER à Bruxelles. C'est le réseau de trains suburbains, exploité par la SNCB sur les chemins de fer d'Infrabel autour de Bruxelles (et de 4 autres villes belges).
Le projet à Bruxelles ne doit pas être confondu avec un RER comme à Paris ; la Cour des comptes en 2017 a fait remarquer qu'appliquer le terme RER au projet bruxellois crée un malentendu.

## Objectif
Le développement réseau suburbain vise à faciliter les déplacements des navetteurs entre la périphérie de Bruxelles et le centre, et à réduire la pollution et l'engorgement causé par les voitures.

## Historique du projet
L’idée de la création du réseau date de la fin des années 1980.
Les premiers travaux n'ont finalement démarré qu'en 2005, la mise en service de l'ensemble étant programmée pour l’année 2012. Cependant plusieurs retards ont été annoncés et certaines infrastructures ne seront pas mises en service avant 2025,,.

## La réalisation
La plus grande partie du réseau emprunte le tracé des lignes ferroviaires existantes. L'augmentation des fréquences et des usagers nécessite cependant d'importants travaux d'infrastructures :
- démolition et reconstruction de plusieurs ponts routiers qui enjambent les voies élargies ;
- constructions de points d'arrêt supplémentaires ;
- installation de murs anti-bruits ;
- aménagements des gares bruxelloises existantes (28) ou reconstructions de certaines d'entre elles ;
- construction du tunnel ferroviaire Schuman-Josaphat ;
- aménagement des correspondances des réseaux de transport en commun urbain et suburbain ;
- aménagement d'aires de stationnement aux abords des gares de départ ;
- travaux sur 5 grands tronçons partant de Bruxelles, ceux-ci doivent être portés à 4 voies afin de séparer les services locaux et interurbains. La fréquence pourra ainsi atteindre 4 à 6 trains par heure au lieu de 2 actuellement.

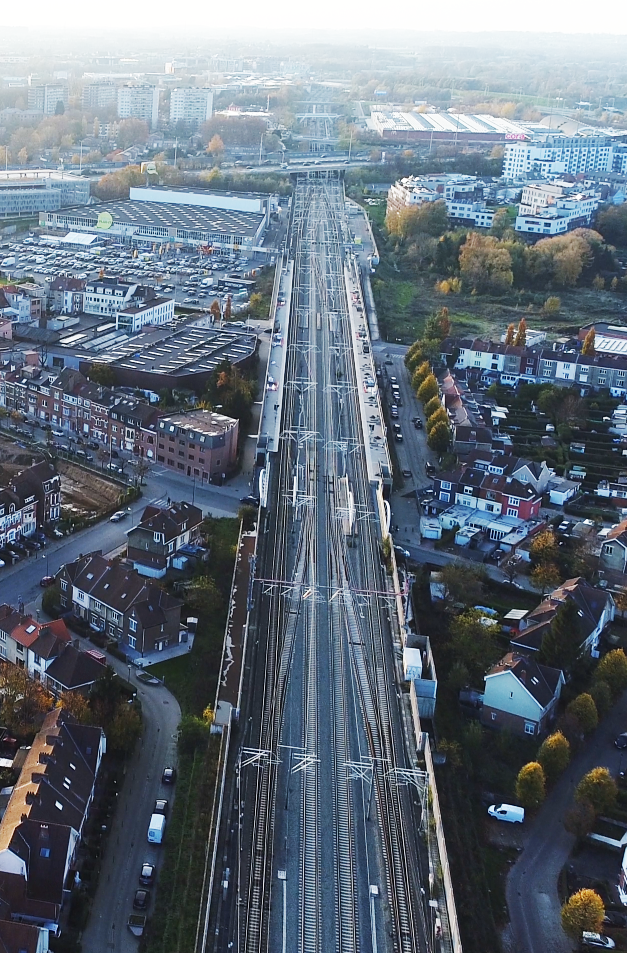
Ligne 50A ou Réseau suburbain bruxellois S3, au niveau d'Anderlecht.

## Les autres réseaux suburbains en Belgique
À partir du 3 septembre 2018, la SNCB a étendu la notion de réseau S à quatre autres grandes villes belges : Anvers, Charleroi, Gand et Liège, rebaptisant à l'occasion les trains omnibus qui circulaient déjà autour de ces villes. Ce projet va de pair avec les travaux d'infrastructure qui comprennent entre-autres le quadruplement de la ligne 50A entre Gand et Bruges, la réouverture de la ligne 125A aux voyageurs ainsi que des gares de Chaudfontaine, Ougrée, Seraing.

## Matériel roulant

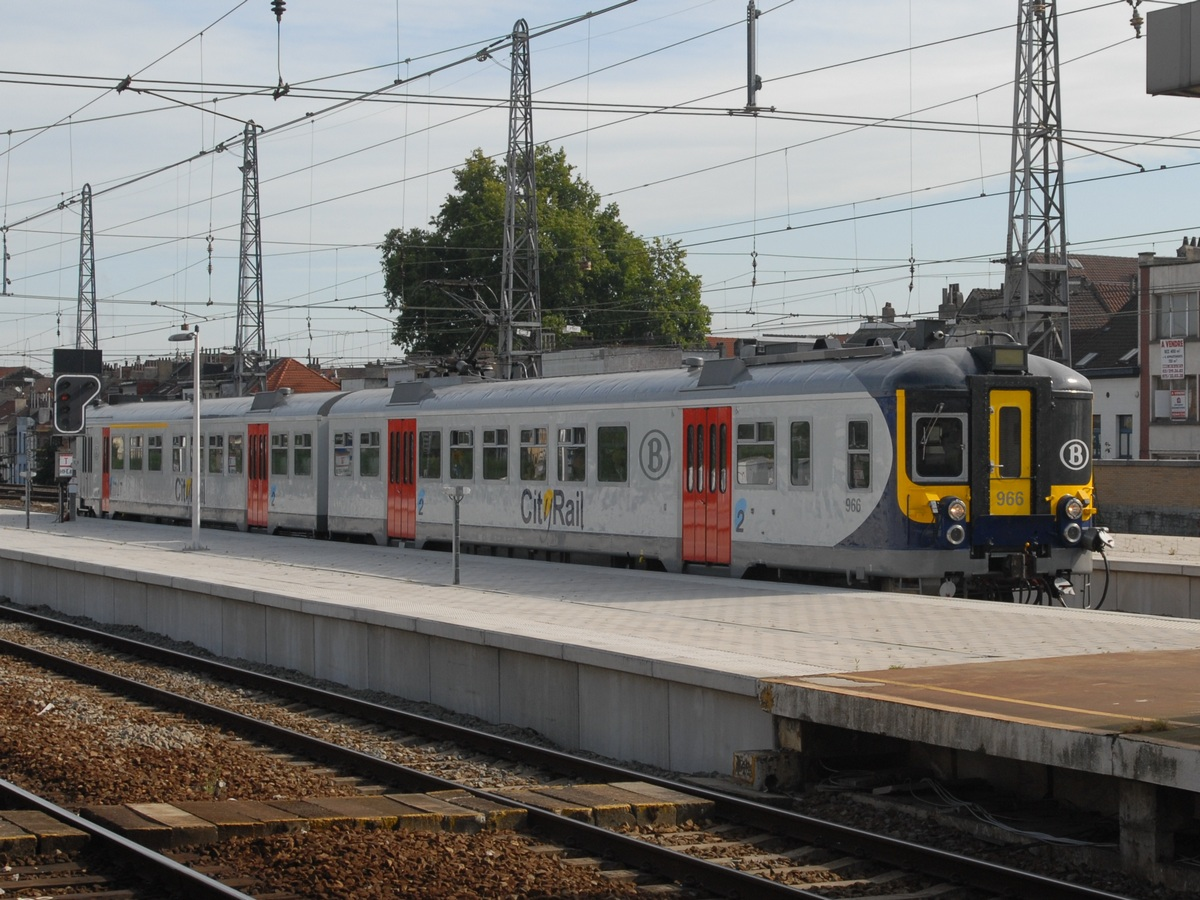
Automotrice classique reconditionnée pour le service Cityrail, précurseur du RER bruxellois.

La SNCB a passé commande d’une série de 305 automotrices Desiro MainLine de Siemens AG. Une partie des trains S sont assurées par d'autres séries (notamment des AM86) ou d'autres automotrices Desiro. Quelques trains S supplémentaires circulant en heure de pointe sont assurés en rame tractée.

## Le réseau

### Plan 2016(13 décembre 2015 - 10 décembre 2016)
Offre de lancement.
| Ligne | Parcours                                         | Nb arrêts | Fréquence | Trajets prolongés aux heures de pointe                      | Matériel roulant (pointes)  |
| ----- | ------------------------------------------------ | --------- | --- | ----------------------------------------------------------- | --------------------------- |
| S1    | Nivelles - JNM - Anvers-Central                  | 22        | Lu-Ve : 2/h Sa-Di: 1/h (Nivelles - JNM) et 1/h (JNM - Anvers-Central) | Vers Charleroi-Sud (premier et dernier train de la journée) | AM08                        |
| S2    | Braine-le-Comte - JNM - Louvain                  | 22        | Lu-Ve : 2/h Sa-Di : 1/h |                                                             | AM08                        |
| S3    | Zottegem - JNM - Termonde                        | 23        | Lu-Ve : 1/h Sa-Di : pas de service |                                                             | AM08 (21+M4)                |
| S4    | Alost - Bruxelles-Luxembourg                     | 21        | Lu-Ve : 1/h Sa-Di : pas de service | Vers Vilvorde                                               | AM08                        |
| S5    | Grammont - Hal - Bruxelles-Schuman - Malines     | 25        | 2/h (Hal-Malines) 1/h (Grammont-Hal) |                                                             | AM08 AM86                   |
| S6    | Schaerbeek - JNM - Grammont - Denderleeuw        | 21        | 1/h | Vers Ottignies                                              | AM08 (21+M4; AM64/74; AM86) |
| S7    | Hal - Merode - Vilvorde - Malines                | 18        | Lu-Ve : 1/h Sa-Di : pas de service |                                                             | AM86                        |
| S8    | Louvain-la-Neuve - Bxl-Schuman - Bxl-Midi        | 16        | Lu-Ve : 1/h (Bruxelles-Ottignies, omnibus), 1/h (Bruxelles-Louvain-L-N, semi-direct) et 2/h (Ottignies-Louvain-L-N) Sa-Di : 1/h (Bruxelles-Ottignies) et 2/h (Ottignies-Louvain-L-N) | Vers Grammont Vers Namur                                    | AM08                        |
| S81   | Ottignies - Bruxelles-Schuman - Schaerbeek       | 10        | 1/h (Pointes) |                                                             | AM08                        |
| S9    | Braine-l'Alleud - Bruxelles-Schuman - Louvain    | 19        | 1/h (Pointes) | Vers Landen                                                 | AM86                        |
| S10   | Alost - Jette - JNM - Bruxelles-Ouest - Termonde | 28        | 1/h |                                                             | AM08 (21+M4)                |
| S20   | Ottignies - Wavre - Louvain                      | 13        | Lu-Ve : 2/h Sa-Di : 1/h |                                                             | AM08                        |

.

### Plan 2017(11 décembre 2016 - 9 décembre 2017)
Quelques améliorations sont apportées au réseau S le dimanche 11 décembre 2016. Ces améliorations portent notamment sur une meilleure fréquence des lignes S1 (toutes les demi-heures en semaine, sur toute la ligne) et S9 (toutes les heures en semaine, sur toute la ligne). La relation S7 (Hal – Malines) fait arrêt à Arcades nouvellement mise en service.

### Plan 2018(10 décembre 2017 - 8 décembre 2018)
Les améliorations apportées au réseau S le dimanche 10 décembre 2017 concernent notamment une meilleure fréquence des lignes S1 et S2 le samedi (toutes les demi-heures) ainsi que la circulation du S5 les week-ends.

### Plan 2021
La gare d'Anderlecht est mise en service, desservie par des trains S3, et ces derniers circulent désormais 7 jours sur 7. Les trains S7 sont limités à Vilvorde mais, à l'inverse, les S4 vont désormais jusque Malines, via Hofstade. Durant l'été 2021, toutes les relations assurées par des AM86 sont remplacées par des AM08.
| Ligne | Parcours                                         | Nb arrêts | Fréquence | Trajets prolongés aux heures de pointe                       | Matériel roulant (pointes) |
| ----- | ------------------------------------------------ | --------- | --- | ------------------------------------------------------------ | -------------------------- |
| S1    | Nivelles - JNM - Anvers-Central                  | 22        | Lu-Sa : 2/h Dim : 1/h | Vers Charleroi-Sud (premier et dernier trains de la journée) | AM08                       |
| S2    | Braine-le-Comte - JNM - Louvain                  | 22        | Lu-Sa : 2/h Dim : 1/h | Vers Landen                                                  | AM08                       |
| S3    | Zottegem - JNM - Termonde                        | 23        | Lu-Ve : 1/h Sa-Di : 1/h |                                                              | AM08 / (M4)                |
| S4    | Alost - Bruxelles-Luxembourg - Malines           | 21        | Lu-Ve : 1/h Sa-Di : pas de service |                                                              | AM08                       |
| S5    | Enghien - Hal - Bruxelles-Schuman - Malines      | 25        | Lu-Ve : 2/h Sa-Di : 1/h (Hal-Malines) | Grammont                                                     | AM86                       |
| S6    | Schaerbeek - JNM - Grammont - Denderleeuw        | 21        | 1/h | Vers Ottignies                                               | AM08                       |
| S7    | Hal - Merode - Vilvorde                          | 18        | Lu-Ve : 1/h Sa-Di : pas de service |                                                              | AM86                       |
| S8    | Louvain-la-Neuve - Bxl-Schuman - Bxl-Midi        | 16        | Lu-Ve : 1/h (Bruxelles-Ottignies, omnibus), 1/h (Bruxelles-Louvain-L-N, semi-direct) et 2/h (Ottignies-Louvain-L-N) Sa-Di : 1/h (Bruxelles-Ottignies) et 2/h (Ottignies-Louvain-L-N) | Vers Grammont Vers Namur                                     | AM08                       |
| S81   | Ottignies - Bruxelles-Schuman - Schaerbeek       | 10        | Lu-Ve : 1 à 2 par sens (Pointes) Sa-Di : pas de service |                                                              | AM08 / AM Classique        |
| S9    | Braine-l'Alleud - Bruxelles-Schuman - Louvain    | 19        | Lu-Ve : 1/h Sa-Di : pas de service | vers Landen                                                  | AM86                       |
| S10   | Alost - Jette - JNM - Bruxelles-Ouest - Termonde | 28        | 1/h |                                                              | AM08 / (M4)                |
| S20   | Ottignies - Wavre - Louvain                      | 13        | Lu-Ve : 2/h Sa-Di : 1/h |                                                              | AM08                       |

### Plan 2022
La ligne S19 (Charleroi-Sud - Bruxelles - Aéroport de Zaventem) est créée en remplacement de la relation Intercity (IC-27). Il s'agit du premier renommage d'une desserte IC en relation S.
La ligne S9 est prolongée de Braine-l'Alleud à Nivelles et de Louvain à Landen.
Un train sur deux de la ligne S8 (Louvain-la-Neuve - Bruxelles-Midi) est prolongé jusque Zottegem en complément des trains S3.

### Plan 2023-2026[réf.nécessaire]
Le plan de transport 2023-2026 prévoit un plus grand nombre de trains le samedi et les jours fériés. La mise à quatre voies de la ligne 161 et l'ouverture de deux nouvelles gares sur la ligne 124 (Moensberg et Braine-Alliance) est également au programme.
À partir du mois de décembre 2024, des trains complémentaires circuleront au départ de Bruxelles les vendredis et samedis soirs jusqu'à 1h du matin. Les trains S3 (Bruxelles - Termonde) circuleront également le samedi et les trains S4 tout le week-end (limités au trajet Alost - Bruxelles-Luxembourg).
La mise à quatre voies partielle de la ligne 161 entre Watermael et les hauteurs d'Ottignies permettra d'augmenter la cadence des trains S en juin 2025. Les lignes S4 et S7 doivent être réarrangées, passant à deux trains par heure les jours ouvrables, avec un parcours différent pour les trains S4 qui auront pour terminus Ottignies et Louvain-la-Neuve au lieu de Malines. À partir du mois de décembre 2025, les trains S9 circuleront également le samedi et les trains S5 rouleront une deuxième fois par heure les samedis et durant les vacances.

## Les différents types de gares en Région bruxelloise

### Les gares régionales
- Bruxelles-Midi ♿
- Bruxelles-Nord ♿
- Bruxelles-Central ♿
- Bruxelles-Schuman ♿️
- Bruxelles-Luxembourg ♿
- Bruxelles-Aéroport-Zaventem ♿

### Les gares locales
- Schaerbeek
- Etterbeek
- Jette ♿
- Uccle-Calevoet

### Les gares de quartier et autres points d'arrêt
- Bruxelles-Congrès
- Bruxelles-Chapelle
- Bruxelles-Ouest ♿
- Simonis
- Tour et Taxis (anciennement Pannenhuis)
- Bockstael
- Berchem-Sainte-Agathe
- Anderlecht
- Germoir
- Delta
- Merode
- Meiser
- Evere
- Bordet
- Haren
- Haren-Sud
- Watermael
- Arcades
- Boondael
- Boitsfort
- Vivier d'Oie
- Saint-Job
- Moensberg
- Uccle-Stalle
- Forest-Est
- Forest-Midi